# West End (Anguilla)
West End is een dorp en district op het Caribische eiland Anguilla. Het bevindt zich in het westen van het eiland, en telde 813 inwoners in 2011. Ten zuiden van het dorp bevindt zich Maunday's Bay en Barnes Bay ligt in het noorden.

## Overzicht
West End heeft zich ontwikkeld tot het luxe vakantieoord van Anguilla. Rond Maunday's Bay ligt het 5-sterren hotel Cap Juluca Anguilla. Rond Barnes Bay liggen villa's die populair zijn bij Amerikaanse filmsterren.
Verder naar het westen bevindt zich West End Pond, een brak meer van 16,5 hectare dat privé-eigendom is, en bezocht wordt door grijze koningstirannen, grote sternen, en Amerikaanse torenvalken. Het is aangemerkt als Important Bird Area maar is niet beschermd. De meest westelijke punt bestaat uit hoge klippen met een uitzicht op het eilandje Anguillita.

## Maunday's Bay
Maunday's Bay is een 1,5 km lang witzandstrand in de vorm van een halve maan. De bungalows van Cap Juluca Anguilla liggen aan het strand, en er staan toegangspoorten, maar het strand is vrij toegankelijk. Het strand leent zich voor zwemmen, snorkelen, duiken, en kitesurfen. Het water is ondiep en geschikt voor kinderen, maar de toiletten zijn alleen voor hotelgasten.
Little Bay · Maunday's Bay · Prickly Pear Cays · Sandy Ground · Sandy Island · Shoal Bay
Blowing Point · East End · Island Harbour · Sandy Ground · The Valley · West End